# Galekgatshwane
Galekgatshwane är ett samhälle i Botswana.   Det ligger i distriktet Kweneng, i den sydöstra delen av landet, 18 km nordväst om huvudstaden Gaborone. Galekgatshwane ligger 1 008 meter över havet och antalet invånare är 719.
Terrängen runt Galekgatshwane är platt. Runt Galekgatshwane är det glesbefolkat, med 18 invånare per kvadratkilometer.. Närmaste större samhälle är Gaborone, 18,2 km sydost om Galekgatshwane. 
Omgivningarna runt Galekgatshwane är huvudsakligen savann.